# Étreval
Étreval é uma comuna francesa na região administrativa de Grande Leste, no departamento de Meurthe-et-Moselle. Estende-se por uma área de 2,37 km². Em 2010 a comuna tinha 61 habitantes (densidade: 25,7 hab./km²).